# Peróxido de bário
Peróxido de bário (BaO2) é um composto branco cizento. Por facilmente absorver água, é usado como um agente de secagem e também é um agente oxidante que é utilizado para o branqueamento. Ele é usado como pigmento de fogos de artifício, que dá uma vívida cor verde.
Este peróxido ao reagir com o ácido sulfúrico pode ser usado para preparar peróxido de hidrogénio através da seguinte reação:
BaO2 + H2SO4 → H2O2 + BaSO4